# Tirukkural
El Tirukkuṟaḷ (en tamil: திருக்குறள், lit. 'versos sagrados'), o abreviado el Kural, es un texto clásico en lengua tamil. Consta de 1330 dísticos breves (kurals), cada uno de siete palabras. El texto se divide en tres libros con enseñanzas aforísticas de virtud (aram), riqueza (porul) y amor (inbam), respectivamente.
Se considera que su autor fue Tiruvalluvar.
Ha sido admirado por influyentes líderes y académicos de diversos ámbitos éticos, sociales, políticos, económicos, religiosos, filosóficos y espirituales, entre otros:
- Ilango Adigal
- León Tolstoi
- Mahatma Gandhi
- Albert Schweitzer
- el misionero jesuita italiano Constanzo Beschi (1680-1747)
- el misionero alemán Karl Graul (1814-1864)
- el político indio Abdul Kalam (1931-2015), presidente de la India, también conocido como el Hombre de los Misiles
- el misionero británico George Uglow Pope (1820-1908)
- el poeta taiwanés Yu Hsi (1951-).

Es la obra escrita originalmente en tamil que más se ha traducido a otros idiomas, y también, la más citada.
En base a la datación lingüística del Tirukkural, se piensa que se escribió en algún momento entre el siglo I a. C. y el siglo VIII d. C., pero no hay evidencia arqueológica para confirmarlo.